# Pseudoespectro
En matemáticas, el pseudoespectro de un operador es un conjunto que contiene el espectro del operador y los valores que son "casi" valores propios. Conocer el pseudoespectro resulta particularmente útil para comprender los operadores no normales y sus funciones propias.
El {\displaystyle \epsilon }-pseudoespectro de una matriz {\displaystyle A} está constituido por todos los valores propios de las matrices {\displaystyle \epsilon }-cercanas a {\displaystyle A}:
{\displaystyle \Lambda _{\epsilon }(A)=\{\lambda \in \mathbb {C} \mid \exists x\in \mathbb {C} ^{n}\setminus \{0\},\exists E\in \mathbb {C} ^{n\times n}\colon (A+E)x=\lambda x,\|E\|\leq \epsilon \}.}
Los métodos numéricos para el cálculo de los valores propios de una matriz cometen errores debido al redondeo y otros factores. Estos errores pueden describirse mediante la matriz {\displaystyle E}.
De forma más general, considerando espacios de Banach {\displaystyle X,Y}, se puede definir el {\displaystyle \epsilon }-pseudoespectro del operador {\displaystyle A:X\to Y} (denotado por {\displaystyle {\text{sp}}_{\epsilon }(A)}) de la siguiente manera:
{\displaystyle {\text{sp}}_{\epsilon }(A)=\{\lambda \in \mathbb {C} \mid \|(A-\lambda I)^{-1}\|\geq 1/\epsilon \},}
donde, por convenio, se toma {\displaystyle \|(A-\lambda I)^{-1}\|=\infty } si {\displaystyle A-\lambda I} no es invertible.